# Nick Fazekas
Nicholas Ryan "Nick" Fazekas (Arvada, Colorado, 17 de junio de 1985) es un jugador de baloncesto estadounidense nacionalizado japonés que pertenece a la plantilla de los Kawasaki Brave Thunders de la B.League de Japón. Mide 2,11 metros, y juega en la posición de ala-pívot. Es de origen húngaro.

## Trayectoria deportiva

### Escuela secundaria
En su etapa de instituto asistió al Ralston Valley High School de su ciudad natal, donde ganó el título de "Mr. Basketball-Colorado" concedido al mejor jugador universitario del estado. En su último año lideró a los Mustangs a un récord de 25 victorias y 2 derrotas, consiguiendo el título del estado de Colorado. Llevó el número 22, algo que siguió haciendo en su etapa universitaria.

### Universidad
Jugó durante 4 temporadas con los Wolf Pack de la Universidad de Nevada, Reno, donde en su último año promedió 20,4 puntos y 11,1 rebotes por partido, siendo elegido en el tercer equipo All-American, aunque en el torneo final de la NCAA fracasaría al igual que en los años anteriores.
En sus tres últimas temporadas fue elegido como mejor jugador de la Western Athletic Conference.

### Profesional
Fue elegido en el puesto 34 de la segunda ronda del Draft de la NBA de 2007 por Dallas Mavericks, equipo con el que firmó contrato en julio de 2007. Fue cortado por el equipo en febrero de 2008, siendo fichado posteriormente por Los Angeles Clippers con un contrato de 10 días. El 18 de marzo firmó un contrato con los Clippers hasta final de temporada.
En septiembre de 2008 firmó contrato por dos temporadas por Denver Nuggets por el salario mínimo de la liga, 711.517 dólares dólares.
Tras ser cortado por las Nuggets, Fazekas decide probar fortuna en Europa. El 28 de octubre de 2008 ficha por el Base Oostende de Bélgica y en enero de 2009 abandona el equipo y firma por el ASVEL Lyon-Villeurbanne de la Liga Nacional de Baloncesto de Francia.

## Selección nacional

### Estados Unidos
Fazekas representó a los Estados Unidos en el Campeonato Mundial de Baloncesto Sub-21 Masculino de 2005.

### Japón
Nacionalizado japonés, formó parte de la selección de baloncesto de Japón que disputó la Copa Mundial de Baloncesto de 2019, además de jugar con el equipo en otras competiciones. 

## Características
Es un ala-pívot con un buen tiro de media distancia, pero que sabe jugar también de espaldas a canasta, teniendo también una gran capacidad reboteadora. Su mayor fallo estriba en que desaparece en los momentos importantes del partido, además de su físico poco corpulento, y su debilidad defensiva.

## Estadísticas

### Temporada regular
| Año     | Equipo      | PJ | PT | MPP  | %TC  | %3P  | %TL  | RPP | APP | ROB | TPP | PPP |
| ------- | ----------- | -- | -- | ---- | ---- | ---- | ---- | --- | --- | --- | --- | --- |
| 2007–08 | Dallas      | 4  | 0  | 2.3  | .400 | .000 | .000 | .8  | .0  | .0  | .0  | 1.0 |
| 2007–08 | Los Angeles | 22 | 0  | 11.8 | .571 | .000 | .682 | 3.9 | .5  | .4  | .5  | 4.7 |
| Total   |             | 26 | 0  | 10.3 | .561 | .000 | .682 | 3.4 | .4  | .3  | .4  | 4.1 |